# アマル・オシム
アマル・オシム（Amar Osim、1967年7月18日 - ）はボスニア・ヘルツェゴビナのサッカー選手・監督。サラエヴォ出身。父親はイビチャ・オシム。
選手としては主にボスニア紛争以前のFKジェリェズニチャルで活躍した。2001年から2003年までFKジェリェズニチャル監督。2006年から2007年までジェフユナイテッド市原・千葉監督。ジェリェズニチャルでの選手、監督、ジェフ千葉での監督のキャリアは父と同一である。

## 経歴
- 1967年 サラエヴォに生まれる
- 1970年 父の仕事の都合によりフランス・ストラスブールに移住
- 1972年 父の仕事の都合によりスダンに転居
- 1975年 父の仕事の都合によりヴァランシエンヌに転居
- 1976年 再びストラスブールに転居
- 1978年 サラエヴォに戻る。この時までにセルビア・クロアチア語を忘れかける。
- 1986年 FKジェリェズニチャル・サライェヴォに入団
- 1991年 ジェリェズニチャル退団。以降フランス・ドイツの3部リーグでプレー。内戦前夜のボスニアを去る。母と妹はサラエヴォに包囲される。弟と父は直前にベオグラードに移動。
- 1997年 ボスニアでのリーグ再開を受けてジェリェズニチャルに復帰
- 1998年 現役を引退。ジェリェズニチャルユース監督に就任
- 2000年 トップチーム監督に就任
- 2000年/01年 プレミイェル・リーガ優勝。
- 2001年/02年 プレミイェル・リーガ優勝。UEFAチャンピオンズリーグ予選1回戦でレフスキ・ソフィアに敗北
- 2002年/03年 ボスニア・ヘルツェゴビナ・フットボール・カップ優勝。UEFAチャンピオンズリーグ予選3回戦でニューカッスル・ユナイテッドに敗北、UEFAカップ1回戦敗退
- 2003年/04年 プレミエル・リーガでの不振（最終的には10位）によりシーズン途中にジェリェズニチャル監督を解任。サポーターから解任反対運動が起こる。
- 2004年 ジェフユナイテッド市原（当時）コーチに就任
- 2006年 日本代表監督に就任した父・イビチャの後任として、ジェフユナイテッド千葉監督に就任、Jリーグヤマサキナビスコカップ優勝(チームとしては連覇)
- 2007年 成績不振により千葉監督を解任される。
- 2008年 解任後も父・イビチャ看病のため、日本に滞在していたが6月にボスニアに帰国。ジェリェズニチャル本拠地近くでカフェを営む。12月にジェリェズニチャルより監督就任の打診があったが、クラブフロントへの不信と給与未払い未解決により就任せず。
- 2009年 6月に再度ジェリェズニチャルより監督就任の打診あり、給与の未払い問題の解決、経営陣の総入れ替えなどにより、7月上旬、同クラブ監督に二度目の就任。
- 2009/10シーズン  プレミイェル・リーガ優勝。監督復帰1年目から8シーズンぶりにタイトルをもたらす。ボスニア・ヘルツェゴビナ・フットボール・カップ準優勝。
- 2010/11シーズン  プレミイェル・リーガ3位。ボスニア・ヘルツェゴビナ・フットボール・カップ優勝。来期UEFAヨーロッパリーグへの出場権を得る。
- 2011/12シーズン  プレミイェル・リーガ優勝。ボスニア・ヘルツェゴビナ・フットボール・カップ優勝。少ない予算とボスニアリーグの混乱にもかかわらず、チームをまとめ上げ、2冠を達成。リーグ戦・カップ戦合わせて、35試合連続負け無し（間に5連勝2回、6連勝、8連勝含む）のボスニアリーグ記録を達成。来期UEFAチャンピオンズリーグへの出場権を得る。
- 2012/13シーズン  プレミイェル・リーガ優勝。ボスニア・ヘルツェゴビナ・フットボール・カップ準優勝。監督に復帰してから毎年タイトル獲得。来期UEFAチャンピオンズリーグへの出場権を得る。通算リーグ優勝5回、準優勝1回、カップ戦優勝5回、準優勝3回。
- 2013/14シーズン  シーズン始めのUEFAチャンピオンズリーグ予選2回戦でFCプルゼニに敗退後、監督を退任し、クラブのスポーツディレクターに就任。

## タイトル

### 監督時代
FKジェリェズニチャル・サライェヴォ
- プレミイェル・リーガ:5回（2000-01、2001-02、2009-10、2011-12、2012-13）
- ボスニア・ヘルツェゴビナカップ:4回（2000-01、2002-03、2010-11、2011-12）
- ボスニア・ヘルツェゴビナ・スーパーカップ:1回（2001）

ジェフユナイテッド市原・千葉
- Jリーグカップ:1回（2006）

個人
- ボスニア・ヘルツェゴビナ年間最優秀コーチ:2回（2002、2012
- プレミイェル・リーガ年間最優秀監督:3回（2010、2011-12、2012-13）
- カタール・スターズリーグ:月間最優秀監督:1回（2015年2月）